# Ben Bartlett

Ben Bartlett (2000)

Benjamin „Ben“ Bartlett (* 17. März 1965 in London, England) ist ein britischer Komponist.

## Leben
Mit sechs Jahren begann sich Bartlett für Musik zu interessieren. Er besuchte die Westminster City Grammar School und anschließend die Pimlico Comprehensive Special Music School. An der Universität London studierte er am Royal Holloway College Musikwissenschaft und Komposition. Dank guten Leistungen erhielt er ein Stipendium für die Guildhall School of Music and Drama.
Seine erste Komposition für das Fernsehen war die Musik für die BBC-Dokumentation Dinosaurier – Im Reich der Giganten. Dafür wurde er 2000 mit dem BAFTA-Award ausgezeichnet. Außerdem war er für den Emmy nominiert. Es folgten Kompositionen für Die Geschichte von Big Al und Die Erben der Saurier, ebenfalls im Auftrag der BBC. Für die Fernsehserie Vera – Ein ganz spezieller Fall komponiert er seit 2011 die Musik. Ein weiteres Projekte von Bartlett war die musikalische Begleitung der Fernsehserie The Tunnel – Mord kennt keine Grenzen ab 2016 bis 2018.

## Filmkompositionen
- 1999: Dinosaurier – Im Reich der Giganten (Walking with Dinosaurs, Fernsehdokumentation)
- 1999: The Making of Walking with Dinosaurs (Fernsehdokumentation)
- 2000: The Secret World of Michael Fry (Miniserie, 2 Episoden)
- 2000: Die Geschichte von Big Al (The Ballad of Big Al, Fernsehdokumentation)
- 2000: Maisie’s Catch (Kurzfilm)
- 2001: Triumph of the Beasts (Fernsehdokumentation)
- 2001: Die Erben der Saurier (Walking with Beasts, Fernsehdokumentation)
- 2002: Im Reich der Giganten (Chased by Dinosaurs, Fernsehdokumentation)
- 2003: Monster der Tiefe (Sea Monsters: A Walking with Dinosaurs Trilogy, Fernsehdokumentation)
- 2003–2005: Absolute Power (Fernsehserie, 2 Episoden)
- 2004: Conviction (Miniserie, 2 Episoden)
- 2005: Legless (Fernsehfilm)
- 2005: Die Ahnen der Saurier (Walking with Monsters, Fernsehdokumentation)
- 2005: The Ghost Squad (Miniserie, 7 Episoden)
- 2006: Blood Trails
- 2006: The Chase (Fernsehserie, 6 Episoden)
- 2007: The Mark of Cain
- 2007: Lusitania – Tragödie eines Luxusliners (Sinking of the Lusitania: Terror at Sea, Fernsehdokumentation)
- 2007: Empathy (Fernsehfilm)
- 2008: Fairy Tales (Miniserie, Episode 1x01)
- 2008: He Kills Coppers (Fernsehfilm)
- 2008: Midnight Man (Miniserie, 3 Episoden)
- 2008: Bonekickers (Miniserie, 6 Episoden)
- 2008: Fiona’s Story (Fernsehfilm)
- 2008: Mutual Friends (Fernsehserie, 6 Episoden)
- 2008: Thrilla in Manila (Fernsehdokumentation)
- 2009: Jagd auf einen Mörder (Hunter, Miniserie, 2 Episoden)
- 2010: Manche Hunde beissen (Some Dogs Bite, Fernsehfilm)
- 2010: The Making of Some Dogs Bite (Fernsehdokumentation)
- seit 2011: Vera – Ein ganz spezieller Fall (Vera, Fernsehserie)
- 2011: Kissinger (Fernsehdokumentation)
- 2011: The Runaway (Miniserie, 6 Episoden)
- 2012: Eternal Law (Fernsehserie, 6 Episoden)
- 2013: Mad Dogs (Fernsehserie, 6 Episoden)
- 2013: Lucan (Miniserie)
- 2015: Die Bewährung des Jimmy Rose (The Trials of Jimmy Rose, Miniserie, 3 Episoden)
- 2016–2018: The Tunnel – Mord kennt keine Grenzen (The Tunnel, Fernsehserie, 14 Episoden)
- 2017: Loch Ness (The Loch) (Miniserie, 6 Episoden)
- 2017–2018: Lucky Man (Fernsehserie, 18 Episoden)
- 2018: Bounce (Kurzfilm)

## Auszeichnungen
- 2000: BAFTA-Award für Dinosaurier – Im Reich der Giganten (gewonnen)
- 2000: Emmy für Dinosaurier – Im Reich der Giganten (nominiert)
- 2005: RTS für The Ghost Squad (nominiert)
- 2007: RTS für The Mark Of Cain (nominiert)
- 2009: Ivor Novello Award für Fiona’s Story (nominiert)
- 2009: RTS für Mutual Friends (nominiert)
- 2014: MASA für Lucan (nominiert)